# Khetag Dzobelov

a Compétitions nationales et continentales officielles uniquement.

b Matchs officiels uniquement.
Dernière mise à jour le 2 avril 2021.
Khetag Dzobelov (en russe : Хетаг Дзобелов), né le 5 juillet 1998, est un joueur russe de rugby à XV qui évolue au poste de centre et d'ailier. 

## Biographie
Natif de Vladikavkaz, il commence le rugby à 12 ans dans sa ville natale, au sein du Sarmaty Vladikavkaz. Il y reste quelques saisons, avant de partir à Krasnodar, où il intègre l'école de la réserve olympique. Il intègre dans le même temps l'équipe de Russie des moins de 18 ans à sept.  
En 2016, âgé de 18 ans, il passe professionnel au sein du RC Kouban Krasnodar, puis intègre l'année suivante l'équipe de Russie des moins de 20 ans. Après quatre saisons passées à Krasnodar, il quitte le club pour rejoindre le Strela Kazan en 2020. La même année, il est appelé par Lyn Jones pour jouer avec l'équipe de Russie. Il décroche sa première sélection face à la Belgique. L'année suivante, il est membre de l'équipe qui dispute le championnat d'Europe.  
Après une saison remarquée à Kazan, il quitte le club pour rejoindre le champion en titre, l'Enisey-STM.

## Palmarès
- Coupe de Russie 2021

## Statistiques en équipe nationale
| Année | Compétition | Matchs | Points | Essais | Transf. | Drops | Pénal. |
| ----- | ----------- | ------ | ------ | ------ | ------- | ----- | ------ |
| 2020  | REC         | 1      | -      | -      | -       | -     | -      |
| 2021  | REC         | 2      | -      | -      | -       | -     | -      |
| Total | Total       | 3      | -      | -      | -       | -     | -      |